# Tephrosia submontana
Tephrosia submontana là một loài thực vật có hoa trong họ Đậu. Loài này được (Rose) L.Riley miêu tả khoa học đầu tiên.